# Roman Dmitriev
Roman Michajlovič Dmitriev (in russo Роман Михайлович Дмитриев?; 7 marzo 1949 – Mosca, 11 febbraio 2010) è stato un lottatore russo, fino al 1991 sovietico, specializzato nella lotta libera.

## Palmarès

### Olimpiadi
- 2 medaglie:
  - 1 oro (Monaco di Baviera 1972 nei 48 kg)
  - 1 argento (Montréal 1976 nei 48 kg)

### Mondiali
- 4 medaglie:
  - 1 oro (Teheran 1973 nei 48 kg)
  - 2 argenti (Mar del Plata 1969 nei 48 kg; Istanbul 1974 nei 52 kg)
  - 1 bronzo (Edmonton 1970 nei 48 kg)

### Europei
- 2 medaglie:
  - 1 oro (Sofia 1969 nei 48 kg)
  - 1 bronzo (Łódź 1981 nei 48 kg)